# فرودگاه المپیک دم
فرودگاه المپیک دم (به انگلیسی: Olympic Dam Airport) یک فرودگاه خصوصی با کد یاتا OLP است که یک باند فرود آسفالت دارد و طول باند آن ۱۵۹۱ متر است. این فرودگاه در کشور استرالیا قرار دارد و در ارتفاع ۱۰۵ متری از سطح دریا واقع شده‌است.

## شرکت‌های هواپیمایی و مقصدهای پروازی
| شرکت‌های هواپیمایی | مقصدهای پروازی |
| ----------------- | -------------- |
| الیانس ایرلاینز   | آدلاید         |